# Geração Y
A geração Y, também chamada geração do milênio, geração da internet, ou milênicos (do inglês: Millennials) é um conceito em Sociologia que se refere à corte dos nascidos após o início da década de 1980 até, aproximadamente, a primeira metade da década de 1990, mais especificamente os nascidos entre 1981 e 1996, conforme classifica a maioria dos especialistas, como é caso do instituto de pesquisa Pew Research Center. Já o autor Neil Howe define como os nascidos entre os anos de 1982 e 2004. O autor George Masnick do Harvard Joint Center for Housing Studies por sua vez define esta geração como os nascidos entre 1985 e 2004. Alguns centros de pesquisa internacionais definem suas fronteiras: por exemplo, de acordo com o McCrindle Research Center da Austrália ou o McKinsey & Company Center dos EUA, a geração Y nasceu entre 1980 e 1994.
Como toda geração, o nome dessa geração também foi baseado na época em que tal geração (ou seus primeiros membros) atingiria a maioridade. Isto é, surgida em 1981, essa geração atingiria tal feito próximo à virada do milênio, virada esta que ocorreu em 2001, por isso, o nome de geração millenial ou geração do milênio.

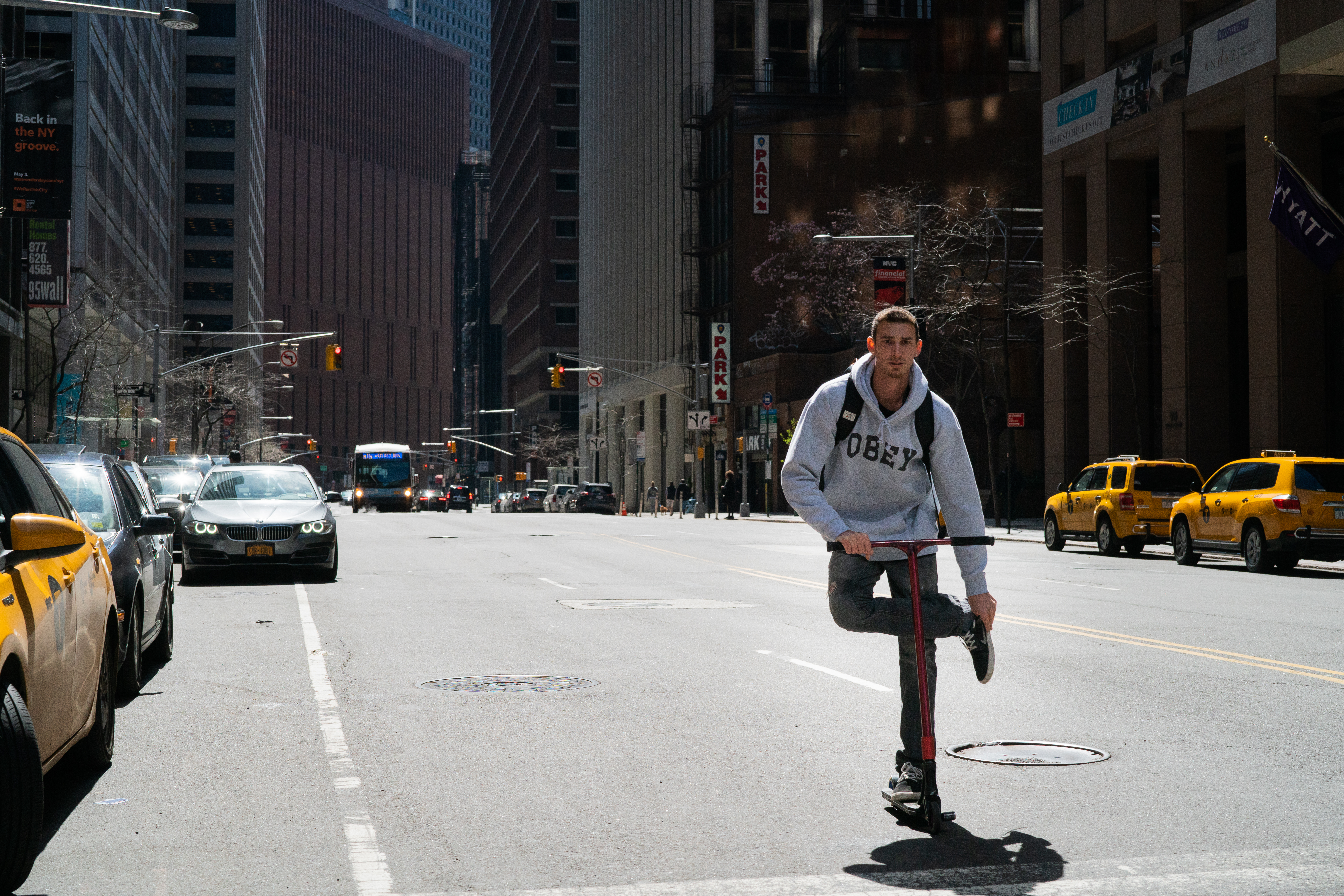
Geração Y

É uma das gerações nativas digitais, assim como a Geração Z e a Geração Alfa, sendo nativo digital termo cunhado por Marc Prensky, para se referir, como definido pelo autor, a todas as gerações de pessoas nascidas a partir da década de 1980, isto é, às pessoas que nasceram e cresceram com as tecnologias digitais presentes em suas vidas, como videogames, MP3, iPod, Internet, computador etc. 
Os especialistas comumente utilizam os ataques de 11 de setembro de 2001 para delimitar o fim dessa geração. Aqueles nascidos nas últimas décadas do último milênio e que se recordariam do evento, isto é, os nascidos até o ano de 1996, pertenceriam à geração milenial, haja vista tal demarcador histórico ter sido um dos maiores acontecimentos globais que representariam e impactariam essa geração ao redor do mundo, criando, acima de tudo, uma memória coletiva dos ataques entre os millenials .

## História

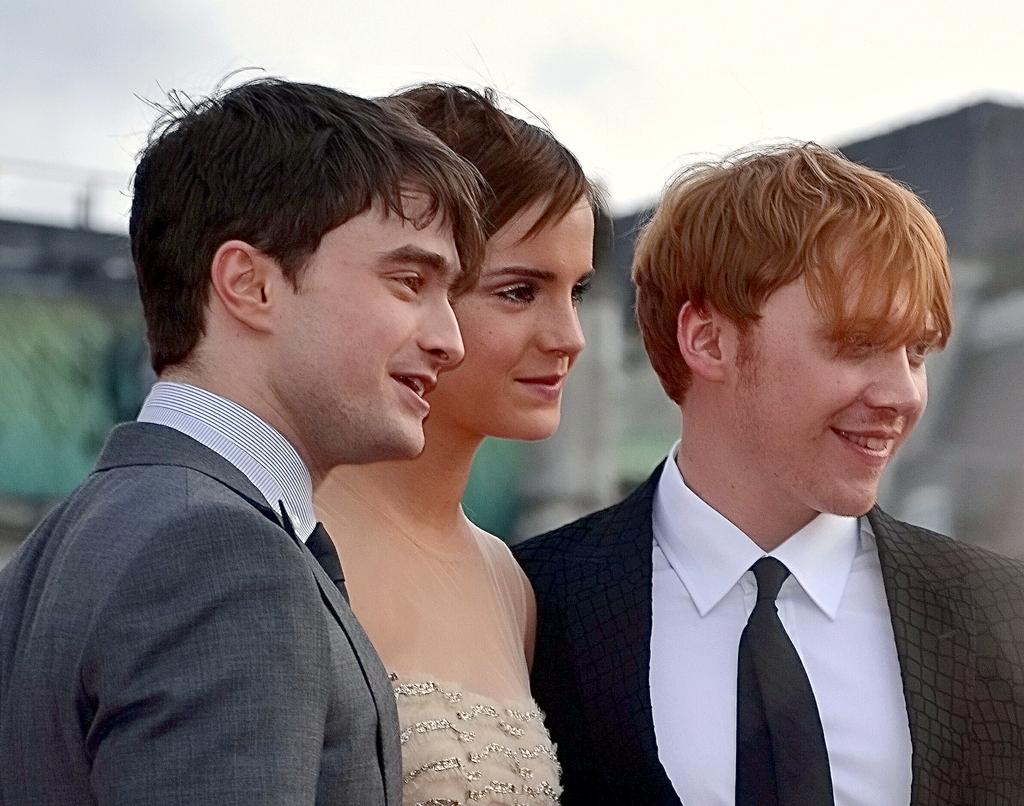
Os atores "millennials" da saga Harry Potter (2001-2011): Daniel Radcliffe (1989), Emma Watson (1990) e Rupert Grint (1988), considerados influências para a geração Y.

Essa geração desenvolveu-se numa época de grandes avanços tecnológicos e prosperidade econômica, e facilidade material, e efetivamente, em ambiente altamente urbanizado, imediatamente após a instauração do domínio da virtualidade como sistema de interação social e midiática, e em parte, no nível das relações de trabalho. Se a geração X foi concebida na transição para o novo mundo tecnológico, a geração Y foi a primeira verdadeiramente nascida neste meio, mesmo que incipiente.
É importante notar que não existe geração Y no campo, se a natureza da renda da família e da cidade estão relacionadas a um histórico de trabalhos braçais e tradicionais, rurais, ou tradicionais manufatureiras.
Há uma diferença significativa entre as modalidades de prosperidade econômica e níveis de interação material mundiais, quando comparadas as duas gerações (X e Y). Na primeira, a quantidade de elementos lúdicos, de brinquedos, artefatos e eletrodomésticos ou qualquer nível de produto na cadeia social é muito menor que na segunda, e em contrapartida, mais duradouro e predisposto à manutenção ao invés do descarte e atualização (update).
A dinâmica da manutenção e reciclagem econômicas foram dramaticamente alteradas na virada do milênio, encabeçadas por potências como o Japão e Tigres Asiáticos e EUA, onde o ciclo econômico de reciclagem e descarte passaram a fazer parte do circuito econômico de produção local, por necessidade ambiental ou retorno financeiro. Simultaneamente, a natureza da efemeridade dos programas computacionais e a lógica da indústria de softwares induziram também fortemente o conceito de descarte e atualização. De forma complementar, o desenvolvimento da indústria automobilística entrou no patamar de configuração dos veículos, também por questões de reciclagem e descarte que alimentariam a cadeia produtiva desde a fonte, em termos de reduzir a espessura das latarias e materiais em função da absorção de impactos em colisões. Este elemento, de origem investigativa com base em pesquisas de colisão com modelos e bonecos, por si só inseriu em parte a necessidade de redução da resistência mecânica e portanto, durabilidade material das latarias, fato perceptível no senso comum da população.
Estas diferenças econômicas produziram, com efeito, uma geração familiarizada com a baixa durabilidade e efemeridade dos produtos. Neste novo ambiente volátil, onde podemos assistir à queda de diversas profissões e a relativização de outras, a lógica do trabalho até então conhecida das profissões e carreiras adquiriu novo significado e grau de comprometimento.
A geração Y foi desta forma superexposta a novo nível de informação, afastada dos trabalhos braçais e sobrecarregada de "prêmios" e facilidades materiais em troca de pouco ou nenhum esforço físico. Em parte este processo ocorreu devido a uma aparente compensação a partir dos pais, originários da geração baby boomer, possivelmente tentando compensar a lacuna material pelo qual podem ter passado, se comparadas às prosperidades econômicas da geração X com a da Y. Ao mesmo tempo, possivelmente tentando viver um nível de materialismo econômico através de seus filhos e netos.
Eles cresceram vivendo em ação, estimulados por atividades, fazendo tarefas múltiplas. Acostumados a conseguirem o que querem sem esforço ou prazos consideráveis, não se sujeitam às tarefas subalternas de início de carreira e desejam salários ambiciosos desde cedo, em geral com a suposição de que conhecimento e currículo técnico tornam desnecessários outros atributos profissionais. É comum que os jovens dessa geração troquem de emprego com frequência em busca de oportunidades que ofereçam mais desafios e crescimento profissional, ou em função de uma evasão de dificuldades típicas de muitas carreiras. A discrepância na percepção do significado sobre o trabalho e carreira é evidente em diversos fóruns na internet, onde se pode observar o confronto de gerações e o discurso divergente, em geral, criticando a postura da geração Y como "sem interesse" e diversos outros adjetivos.
Uma característica básica que define esta geração é a utilização de aparelhos de tecnologia, como telefones celulares de última geração, os chamados smartphones (telefones inteligentes), para muitas outras finalidades além de apenas fazer e receber ligações como é característico das gerações anteriores.
A geração Y, também conhecida por geração do milênio, representava, em 2012, cerca de 20% da população global. Cresceram num mundo digital e estão, desde sempre, familiarizados com dispositivos móveis e comunicação em tempo real, como tal são um tipo de consumidores exigentes, informados e com peso na tomada de decisões de compra. São a primeira geração verdadeiramente globalizada, cresceram com a tecnologia e usam-na desde a primeira infância. A internet é, para eles, uma necessidade essencial e, com base no seu acesso facilitado, desenvolveram uma grande capacidade em estabelecer e manter relações pessoais próximas, ainda que à distância. A tecnologia e os dispositivos móveis (tablets e smartphones) em particular, criaram condições de comunicação para a geração Y como nenhuma outra geração o tinha feito anteriormente, permitindo partilhar experiências, trocar impressões, comparar, aconselhar, criar e divulgar conteúdos, que são o fundamento das redes sociais. Em 2016, dados mostram que esses jovens Millennials já estavam investindo mais tempo assistindo vídeos em smartphones do que assistindo TV ao vivo.
A geração do milênio tem a expectativa de ter informação e entretenimento disponíveis em qualquer lugar e em qualquer altura. Alch (2000) afirma mesmo que eles têm que sentir que controlam o ambiente em que estão inseridos, têm que obter informação de forma fácil e rápida e têm que estar aptos a ter vidas menos estruturadas.
Enquanto grupo crescente, tem se tornado o público-alvo das ofertas de novos serviços e na difusão de novas tecnologias, muitas vezes em função da reciclagem e revenda de produtos praticamente idênticos, através do imaginário da necessidade absoluta de atualização de software e/ou hardware, como ícone de condição de inserção social e econômica.
As empresas desses segmentos visam a atender essa nova geração de consumidores, que constitui um público exigente e ávido por inovações. Aparentemente e às vezes preocupados com o meio ambiente e as causas sociais, têm um ponto de vista diferente das gerações anteriores, que viveram épocas de guerras e desemprego.
Mas se engana quem pensa que na Geração Y tudo são só flores. Nascidos numa época de pós-utopias e modificação de visões políticas e existenciais, a chamada Geração Y cresceu em meio a um crescente individualismo e extremada competição. Não são jovens que, em geral, têm a mesma consciência política das gerações da época contracultural. E também, como as informações aparecem numa progressão geométrica e circulam a uma velocidade e tempo jamais vistos, o conhecimento tende a ser encarado com superficialidade.[carece de fontes?]
A geração Y desenvolveu-se num contexto macroeconômico pós-Guerra Fria, onde as dicotomias extremas foram dissolvidas (com simbologia principal a queda do muro de Berlim) e os partidos multiplicaram-se e assimilaram características dos outros, tornando a percepção desta geração, com relação a que posicionamento tomar, mais complexa e sem base que a da geração X. A dinâmica sociopolítica e econômica e a efemeridade dos elementos sociais em geral produziram um solo ideológico instável e flexível, de forma que o partidarismo, acompanhado pelo estímulo do liberalismo ao consumo, tornaram-se pouco nítidos a esta geração.
A escritora americana Kathleen Shaputis descreveu os Millennials como "geração boomerang" ou "geração Peter Pan", porque foi percebido neles uma tendência a demorar alguns ritos de passagem para a idade adulta por períodos mais longos do que as gerações anteriores. Essa referência é feita também para os membros desta geração, que tendem a viver com seus pais por períodos mais longos do que gerações anteriores.
Além disso, Dr. Larry Nelson disse que alguns Millennials atrasam a transição entre a infância e a idade adulta, em resposta a certos erros que seus pais fizeram. "Em gerações anteriores, você casava e estava começando uma carreira imediatamente. O que os jovens de hoje observaram é que esta abordagem levou a casais divorciados e a pessoas que se sentem insatisfeitas com sua carreira." Basicamente, os Millennials são menos interessados em ter o carro do ano ou estarem casados e com filhos na altura de seus 30 anos. Em vez disso, preferem, segundo estudo realizado pela Viacom, valorizar mais o trajeto do que a linha de chegada, dando preferência, por exemplo, a poupar dinheiro para garantir a próxima viagem, em vez de comprar um imóvel. Isto é, para os Millennials o dinheiro tem um valor acima do monetário: é o meio que eles usam para ter ricas experiências culturais e singulares.
Millennials trouxeram um ressurgimento do politicamente correto. Em 2015, um estudo do Pew Research encontrou que 40% dos Millennials nos Estados Unidos apoiavam restrições do governo a discurso público ofensivo a grupos minoritários. Suporte para restringir o discurso ofensivo foi significativamente menor entre as gerações mais velhas: com 27% entre os membros da Geração X, 24% dos Baby Boomers, e apenas 12% dos integrantes da Geração Silenciosa apoiando tais restrições. O Pew Research observou tendências relacionadas no Reino Unido, mas não na Alemanha nem em Espanha, onde os Millennials estavam menos favoráveis à restrição de discurso ofensivo do que os grupos mais velhos. Millennials trouxeram mudanças para o ensino superior nos EUA e no Reino Unido através de chamar a atenção para microagressões e fazendo lobby para implementação de espaço seguro e trigger Warning (avisos de gatilho) no ambiente universitário. Os críticos de tais mudanças têm levantado preocupações relativas ao seu impacto sobre liberdade de expressão, afirmando que essas mudanças podem promover censura, enquanto que os proponentes têm estas alterações descritas como para promover a inclusão.

## Brasil
Investigando o contexto brasileiro, as pesquisadoras Milhome e Rowe, da Universidade Federal da Bahia, identificaram os nascidos entre 1979 e 1991, que chegaram na idade adulta no Governo Lula e Dilma Rousseff, vivenciando a estabilidade econômica e de políticas sociais, como parte da geração Social.